# Birseck

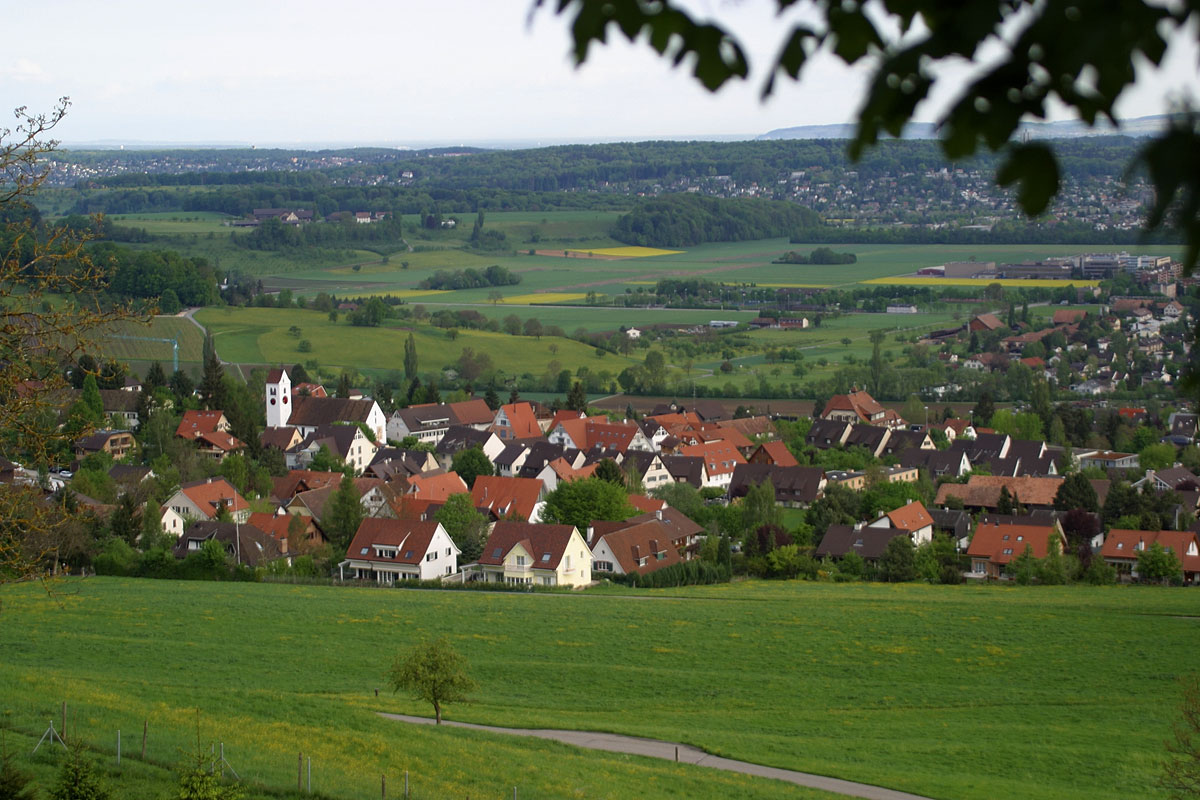
Blick über Pfeffingen und das Birseck

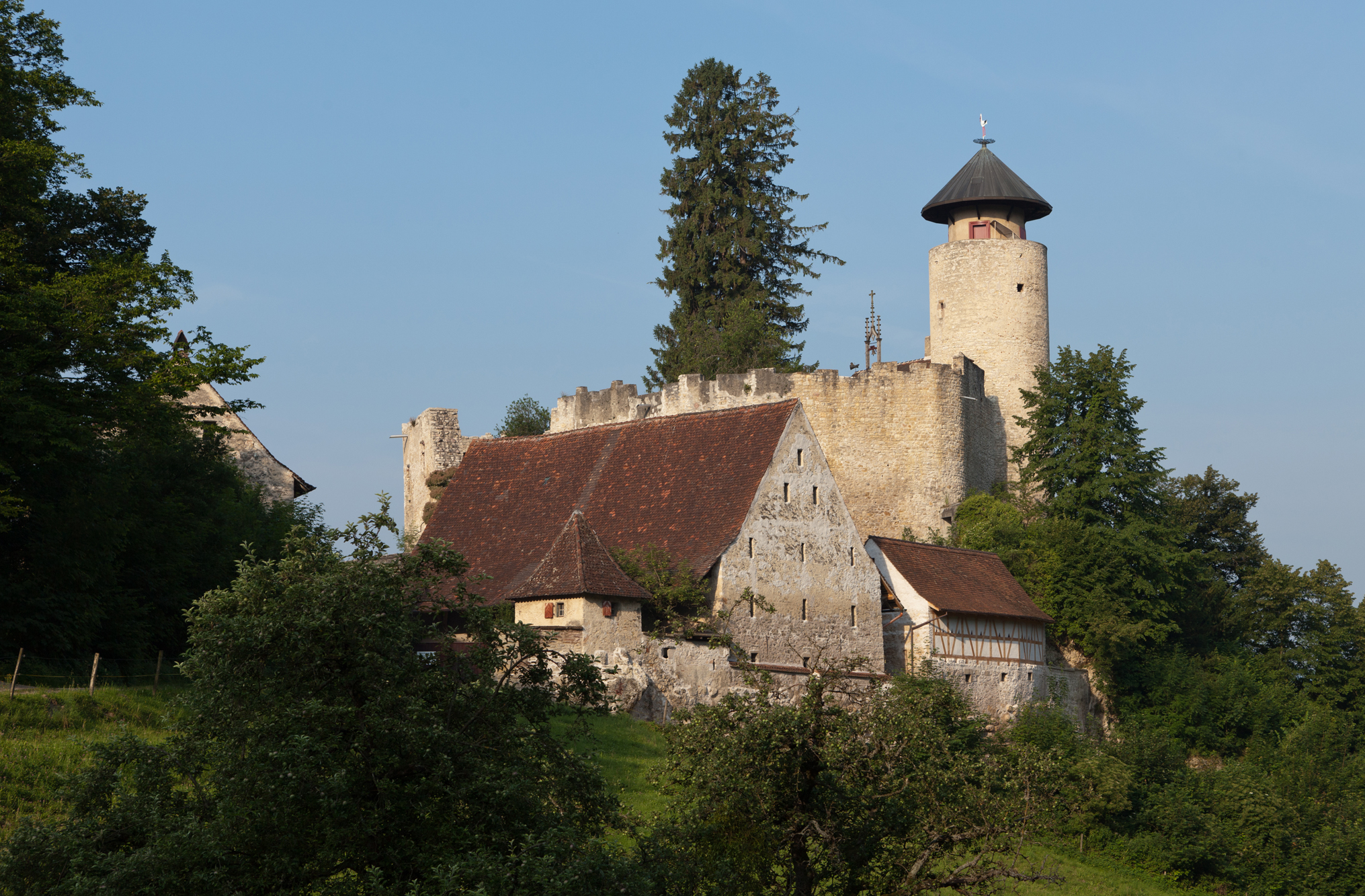
Schloss Birseck in der Ermitage von Arlesheim

Das Birseck ist ein geographisches Gebiet an der unteren Birs und umfasst im Schweizer Kanton Basel-Landschaft die sechs Gemeinden Arlesheim, Münchenstein, Reinach, Aesch, Pfeffingen und Duggingen sowie das zum Kanton Solothurn zugehörige Dornach.

## Lage
Nach der Klus von Angenstein beginnt eine der grössten Tallandschaften Europas, die Oberrheinische Tiefebene. Das Birseck ist der oberste Teil der Oberrheinischen Tiefebene, welche sich von Aesch über 300 Kilometer weit nordwärts bis in die Gegend von Frankfurt am Main erstreckt.

## Geschichte
Das Birseck vor den Toren der Stadt Basel war Teil des Fürstbistums Basel. Zwar geriet es unter den Einfluss der Basler Reformation, unterlag aber aufgrund des Badener Vertrags von 1585 anlässlich der Gegenreformation dem Fürstbistum. Die Landvogtei Birseck war nicht identisch mit der geographischen Bezeichnung (siehe Anschluss des Birseck an Basel). Der Wiener Kongress beschloss 1815 die Zuweisung seiner Gebiete an Bern und an Basel. Daher ist die Bevölkerung, im Gegensatz zum übrigen Kanton Basel-Landschaft, überwiegend römisch-katholisch.
Das Birseck ist auch durch seine vielen Burgen, Schlösser und Ruinen bekannt. Die bekanntesten sind:
- Ruine Pfeffingen
- Burg Reichenstein
- Burg Birseck
- Ruine Münchenstein
- Angenstein
- Ruine Dorneck